# Peres-Pulgar

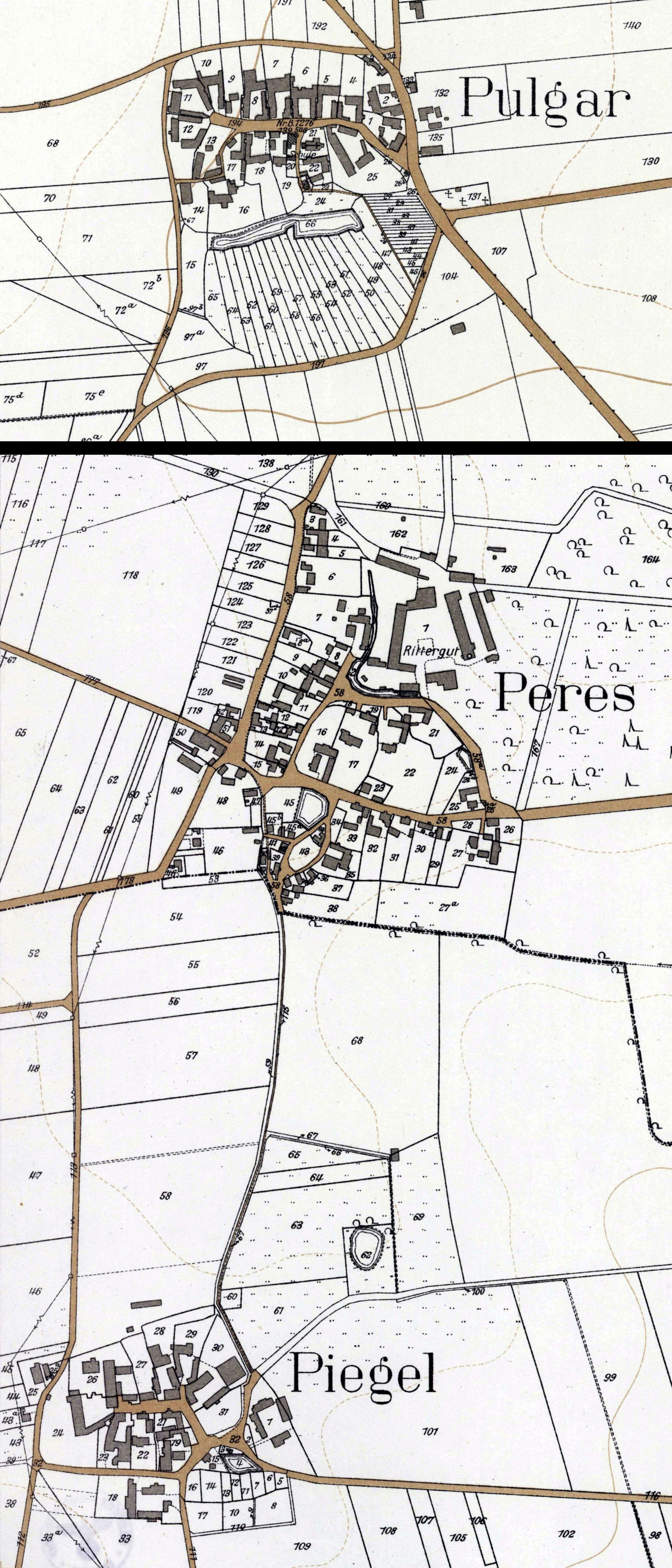
Gestalt der Dörfer, dargestellt auf [http://www.deutschefotothek.de/documents/obj/90065531/df_dk_0011500_42a Blatt 42a der Grundkarte Sachsens von 1931

Peres-Pulgar war eine Gemeinde nordwestlich von Neukieritzsch, deren drei Ortsteile Pulgar, Peres und Piegel zwischen 1971 und 1983 dem Bau der Chemischen Werke Böhlen bzw. dem Braunkohlebergbau durch den Tagebau Peres zum Opfer fielen. Die Fluren der drei Orte wurden 1983 nach Lippendorf-Kieritzsch eingemeindet und gehören seit dessen Eingemeindung im Jahr 1996 zur Gemeinde Neukieritzsch im Landkreis Leipzig (Freistaat Sachsen).

## Lage
Peres-Pulgar mit seinen drei Ortsteilen lag ca. 15 Kilometer südlich von Leipzig in der Leipziger Tieflandsbucht zwischen Groitzsch im Südwesten, Zwenkau im Norden und Borna im Südosten. Der Ort Peres (278 Hektar) bildete das geographische und ökonomische Zentrum der drei Orte. Er lag ungefähr zwei Kilometer westlich von Lippendorf. Piegel (159 Hektar) lag einen Kilometer südlich von Peres, Pulgar (232 Hektar) zwei Kilometer nordöstlich von Peres. 
Während die Ortslagen von Peres ⊙ und Piegel ⊙ durch den Tagebau Peres devastiert wurden, ist die Ortslage von Pulgar ⊙ erhalten, jedoch wurde sie von den Chemischen Werken Böhlen, heute das Werk Böhlen der Dow Olefinverbund GmbH, überbaut. Am südwestlichen Rand des  Werks an der Staatsstraße 71 sind noch der Dorfteich und die Kriegsgräberstätte Pulgar erhalten. Im Bereich der ehemaligen Ortslagen Peres und Piegel soll nach 2040 der Pereser See entstehen.

## Geschichte

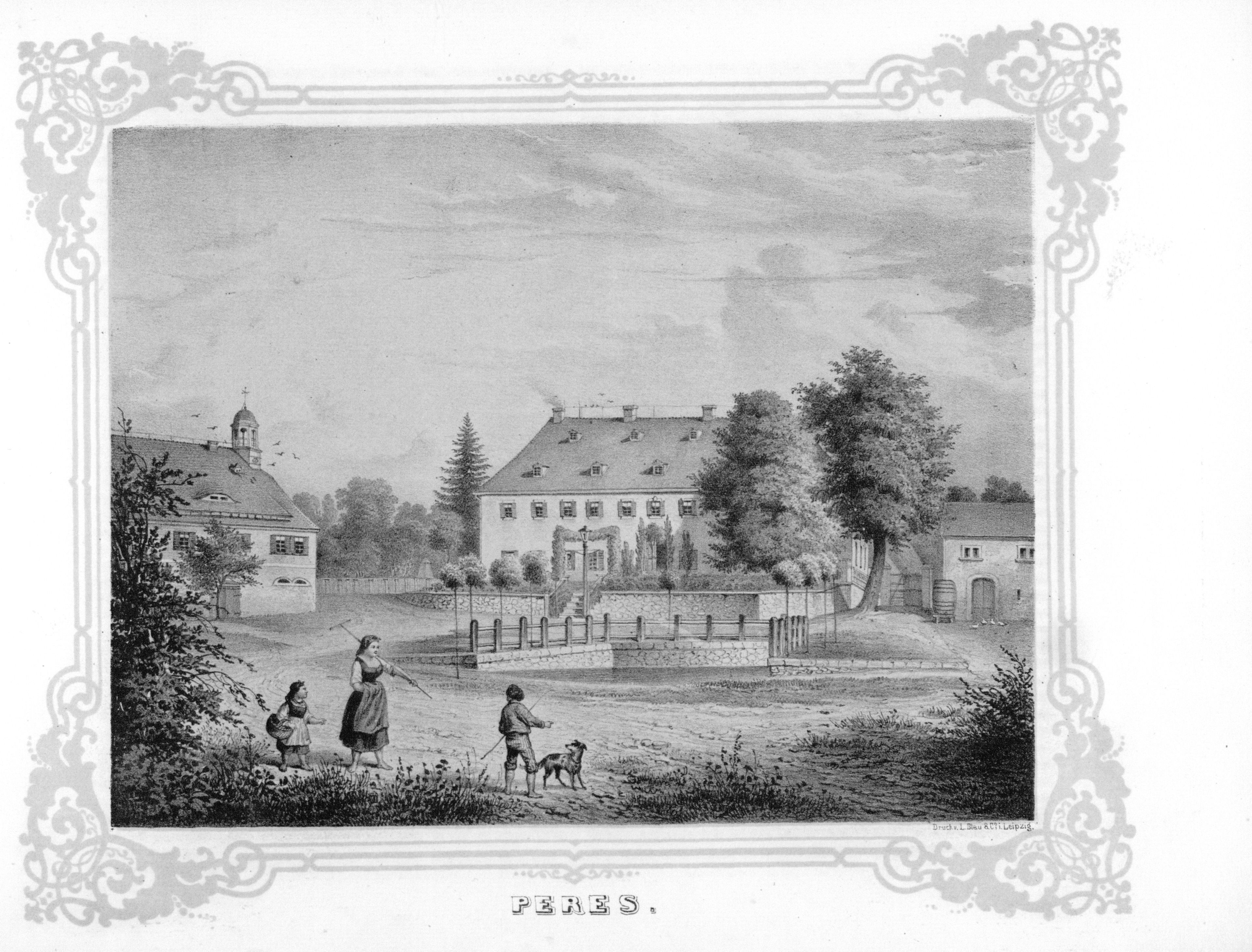
Rittergut Peres

Die drei Namen der Orte Peres, Piegel und Pulgar sind slawischen Ursprungs, jedoch waren sie vermutlich schon in vorslawischer Zeit besiedelt. Urkundlich zum ersten Mal erwähnt wurde Peres im Jahr 1096/1150, Piegel im Jahr 1121/1145 und Pulgar im Jahr 1464. Nach bisher urkundlich nicht bestätigter Datierung wurde Peres um 1155 als Klosterhof des Klosters Pegau bezeichnet. Die Gründung der drei Orte steht eng im Zusammenhang mit dem Landesausbau durch Wiprecht von Groitzsch und seiner Erben. Durch Zusammenlegung der Grafschaft Groitzsch (Pflege Groitzsch) mit dem markgräflich-meißnischen Pegauer Gleitsamt entstand 1460 das Amt Pegau. Zu diesem später kursächsischen bzw. königlich-sächsischen Amt Pegau gehörten die drei Orte bis 1856. Dann kamen Pulgar und Peres zum Gerichtsamt Zwenkau, Piegel zum Gerichtsamt Pegau. 1875 wurden alle drei Orte der Amtshauptmannschaft Borna zugeordnet.
Der Ort Peres mit seinem bereits 1156 erwähnten Rittergut bildete bis ins 19. Jahrhundert das ökonomische Zentrum der drei Orte, die dem Gut fronpflichtig waren. Es war bis 1770 im Besitz derer von Peres. Danach ging es in den Besitz deren von Haxthausen über, später besaßen es die bürgerlichen Familien Rummell, Simons und Löber. Kirchlich und schulisch gehörten die Einwohner von Peres und Pulgar zur Kirche bzw. Schule in Pulgar, während die Piegeler nach Pödelwitz gepfarrt und eingeschult waren.
Während des Zweiten Weltkriegs befanden sich in allen drei Gemarkungen mehrere Zwangsarbeiter- und Kriegsgefangenenlager, das berüchtigtste war das sogenannte Holländerlager (Alpenrose), welches sich seit Anfang 1944 zunächst auf der Kieritzscher Kippe befunden hatte (Höhensonne), später in den östlichen Teil des Pereser Parks verlegt wurde. Zum Gedenken an diese Lager befindet sich heute im südwestlichen Teil des Werks Böhlen der Dow Olefinverbund GmbH in der Nähe des Pulgarer Dorfteichs eine Kriegsgräberstätte, die nach der 1971 erfolgten Zerstörung des Originalstandorts im Jahr 1993 neu errichtet wurde.
Am 1. September 1948 wurde Piegel nach Peres eingemeindet. Im Jahr 1952 wurden die Gemeinden Pulgar und Peres mit seinem Ortsteil Piegel dem Kreis Borna im Bezirk Leipzig zugeordnet. Am 15. September 1961 fusionierten Peres und Pulgar zur neuen Gemeinde Peres-Pulgar mit den Ortsteilen Peres, Pulgar und Piegel.
Im Jahr 1971 begann das Ende der Gemeinde Peres-Pulgar mit dem Abriss des ersten Ortsteils. Dem Bau der Chemischen Werke Böhlen musste der nördlichste Ortsteil Pulgar (um 1950: 324 Einwohner) mit der Kirche, der Windmühle, der Schule aus dem Jahr 1896 und dem Kriegsgräberdenkmal weichen. Grund waren geänderte Sicherheitsbestimmungen beim Bau und Betrieb chemischer Anlagen. Einzig der Dorfteich am späteren Westrand des Industriegebiets überlebte die Zeit. Heute gehörte das Werk zur Dow Olefinverbund GmbH. 
Der 1963 aufgeschlossene Tagebau Peres näherte sich der Gemeinde allmählich von Süden. Zwischen 1976 und 1978 erfolgte der Abbruch des 67 Einwohner zählenden Ortsteils Piegel mit seinen Bauerngütern aus Fachwerk und dem alten Spritzenhaus aus Lehm. In den Jahren 1982 und 1983 wurde dann der letzte Ortsteil der Gemeinde Peres-Pulgar, das 146 Einwohner zählende Peres mit dem Rittergut durch den Tagebau Peres abgerissen. Im Groitzscher Ortsteil Großpriesligk entstanden für die Pereser Bürger ab 1981 neue Eigenheime in der „Pereser Straße“.
Nach der Zerstörung aller drei Ortsteile der Gemeinde Peres-Pulgar wurde die Gemeinde im Jahr 1983 aufgelöst und ihre Flächen der benachbarten Gemeinde Lippendorf-Kieritzsch zugewiesen. Mit deren Eingemeindung nach Neukieritzsch gehören sie seit dem 1. Januar 1996 zu dieser Gemeinde im sächsischen Landkreis Leipzig.

## Orte der Erinnerung
Grund waren geänderte Sicherheits-Bestimmungen Gedenkstätte Pulgar
Während des Zweiten Weltkriegs wurden ausländische Zwangsarbeiter und Kriegsgefangene in den Böhlener Werken eingesetzt. Sie waren in verschiedenen Lagern um das Werk untergebracht, so u. a. auch in Pulgar. Die Toten wurden in der Nähe des Friedhofs von Pulgar bestattet. 1969 wurde hinter dem Friedhof eine Gedenkstätte eingerichtet. Nach dem Abriss von Pulgar wurden die Toten im Jahr 1976 in ein Sammelgrab umgebettet. Durch die Auflösung des Friedhofs wurde die Gedenkstätte am Rand der Olefine-Werke neu gestaltet und 1993 eingeweiht. Sie enthält Gedenktafeln an niederländische, italienische und sowjetische Gefangene.
Gedenksteine für devastierte Orte
Im Jahr 2010 wurden auf Initiative des Heimatvereins Lippendorf-Kieritzsch mit Unterstützung durch die MIBRAG, Dow Chemical und weiteren Partnern zwei Gedenksteine für die durch den Tagebau Peres abgebaggerten Orte Piegel und Peres sowie den durch den Bau des Olefine-Werks zerstörten Ort Pulgar errichtet. Die aus dem Tagebau Schleenhain stammenden Findlinge stehen in Lippendorf am ehemaligen Ortsausgang nach Peres und am Parkplatz von Dow Chemical in Pulgar. Am 26. November wurden zwei Gedenktafeln enthüllt, die in die Steine eingelassen wurden. Sie enthalten die wichtigsten Daten der Geschichte der drei Orte.
„Pereser Blick“
Die LMBV, die den ausgekohlten Bereich des Tagebaus Peres saniert, errichtete im Jahr 2000 in Erinnerung an Peres einen Aussichtshügel, der „Pereser Blick“ genannt wird. Mit einer Höhe von 155 Metern NN bietet sich ein guter Rundblick in das Umland. Auf der Kuppe wurden Relikte des Braunkohlebergbaus zurückgelassen, u. a. Baggerschaufeln, eine Bandrolle und Bodenplatten vom Fahrwerk des Baggers 1494. Letzterer war das am längsten im Tagebau Peres eingesetzte Großgerät war. Die alte Fahrerkabine vom Zwischenförderer des Absetzers 1077 dient heute als Aussichts- und Schutzhütte.

## Persönlichkeiten
- Johann Christoph Bauriegel (1773–1850), Pädagoge und Betreiber eines privaten Lehrerseminars
- Arno Scheibe (* 13. April 1864 in Piegel; † 18. August 1937 in München), deutscher HNO-Arzt und Hochschullehrer